# Redfield (Iowa)
Redfield é uma cidade localizada no estado americano de Iowa, no Condado de Dallas.

## Demografia
Segundo o censo americano de 2000, a sua população era de 833 habitantes.
Em 2006, foi estimada uma população de 951, um aumento de 118 (14.2%).

## Geografia
De acordo com o United States Census Bureau tem uma área de
3,6 km², dos quais 3,6 km² cobertos por terra e 0,0 km² cobertos por água. Redfield localiza-se a aproximadamente 292 m acima do nível do mar.

## Localidades na vizinhança
O diagrama seguinte representa as localidades num raio de 16 km ao redor de Redfield.